# Pen + Brush

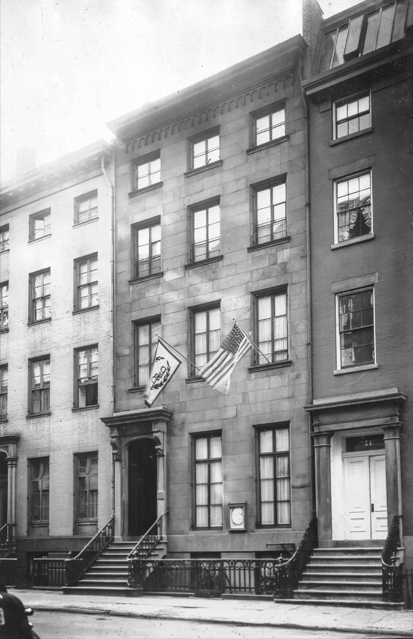
Pen + Brush, 10th Street Manhattan, por Jessie Tarbox Beals, c. 1923

Pen and Brush Club, más conocido como Pen + Brush, es una organización internacional de mujeres profesionales, escritoras y artistas, establecida en 1894 en Estados Unidos.

## Historia
Fue fundada en 1894, por las hermanas y pintoras, Janet y Mimi Lewis, como respuesta a su dificultad de las mujeres de poder pertenecer a los círculos artísticos de la época.
Organizadas, las mujeres se constituyeron en un club, cuyo objetivo era la recreación y la promoción del diálogo social. Ocasionalmente, por la tarde se realizaba una "charla de trabajo", sólo para las personas que pertenecían la club, que ofrecía la oportunidad de debatir de forma gratuita y útil cuestiones profesionales, y los martes de cada semana se ofrecía un té al que las personas del club podían invitar a sus amistades de manera informal, mientras que el primer domingo de cada mes, de octubre a mayo, se celebra una recepción en honor de algún o alguna invitado e invitada de renombre literario o artístico.  Publicaban un boletín mensual y organizaban exposiciones permanentes.
La primera presidenta elegida fue la escritora Lillian Hamilton French quien por motivos de salud no pudo seguir en el cargo. En 1899, la escritora y conferenciante Grace Thomas Seton se convirtió en la primera presidenta activa del club, ocupando el cargo por 14 años, en los que impulsó la constitución como club y la creación de estatutos y reglamentos internos.  La escritora Ida Tarbell, pionera del periodismo de investigación, fue presidenta por 30 años.
No tuvieron sede fija y se reunían con frecuencia en el 26 West Twenty-second Street en Nueva York, hasta que en 1923 compraron el primer local ubicado en el 10th Street de Manhattan. En 2014, se instalaron en Flatiron District, donde cuenta con una galería de arte y editorial de libros, que permite a artistas visuales y escritoras de todo el mundo presentar sus obras, funcionando como una organización sin ánimo de lucro.
En 1980 contaban con más de 400 mujeres artistas y escritoras. En 1992 fue nombrada la primera presidenta negra de la organización, Sarah E. Wright, quien empezó de organizar exposiciones de mujeres artistas afrodescendientes. La organización siguió apostado por la diversidad, incorporando también a personas no binarias, transgénero y otras minorías de género.
En 2023, los Archivos de arte estadounidense digitalizaron 4 bobinas de microfilme y 2 387 imágenes pertenecientes a Pen and Brush de los años 1894 a 1964, en la que se puede encontrar correspondencia, catálogos e informes de exposiciones, un libro de visitas, folletos que describen la historia y el desarrollo de la organización y una colección de álbumes de recortes.

## Personas notables

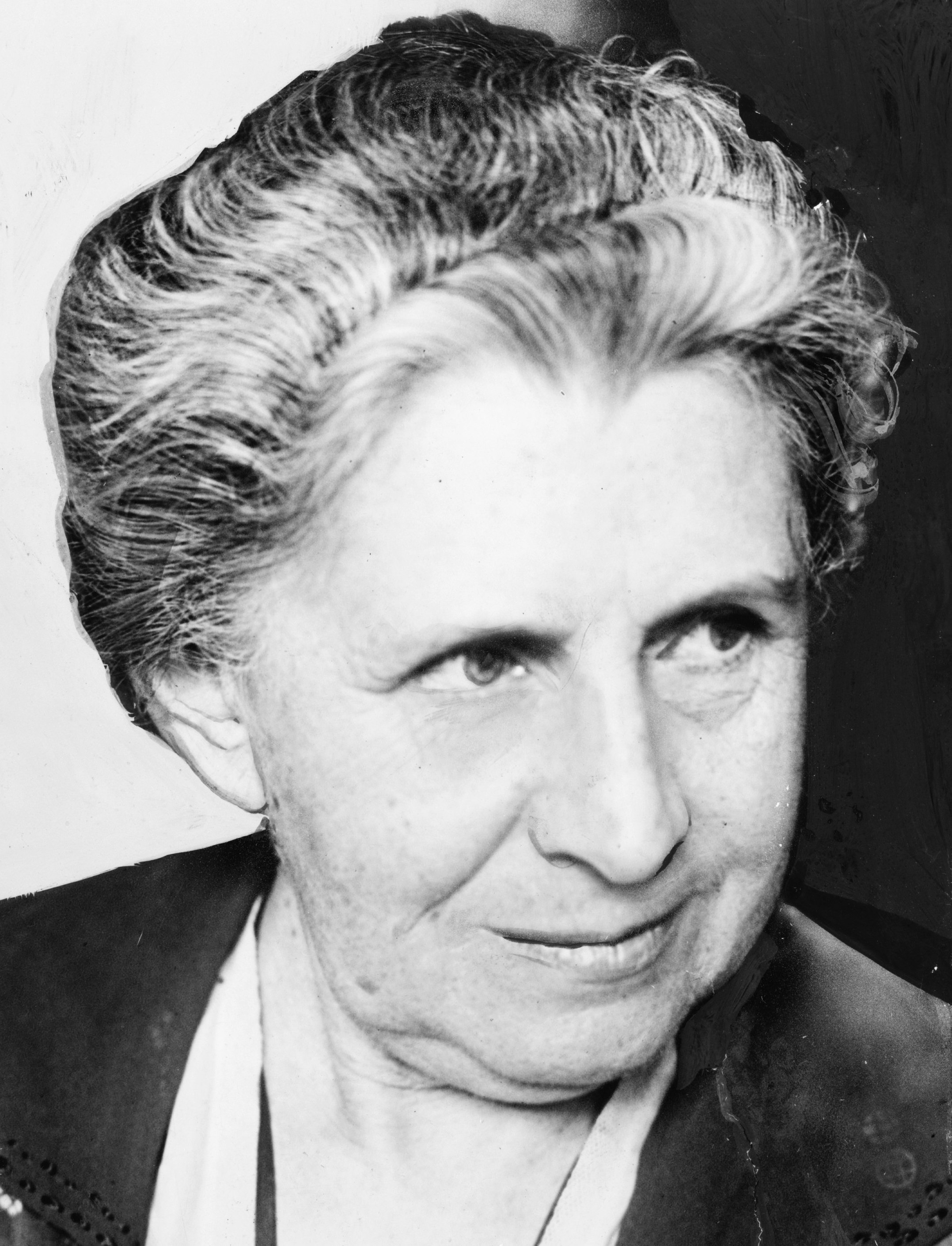
Ida Tarbell se desempeñó como presidenta del club durante 30 años.

- Louise Upton Brumback (1867-1929), artista y activista del arte
- Ida Josephine Burgess (1855–1934), artista
- Rose Woodallen Chapman (1875–1923), conferenciante, autora y editora
- Kate Cory (1861-1958), fotógrafa y artista
- Lillian Cotton (1892–1962), pintora
- Mabel Potter Daggett (1871-1927), escritora, periodista, editora
- Scottie McKenzie Frasier (1884-1964), autor, editor de periódico
- Emma Sheridan Fry (1864-1936), actriz, dramaturga y profesora
- Dorothy Giles (1892-1960), autora de no ficción
- Magdalena Gómez (1953-), dramaturga, poeta
- Helen Hamlin (1917-2004) fue una autora estadounidense
- Emily Nichols Hatch (1871-1959), pintora
- Marion Campbell Hawthorne (1870-1945), pintora
- Mabel Hewit (1903–1984), artista de xilografía
- Nell Choate Jones (1879–1981), artista
- Janet Cook Lewis (1855-1947), retratista, bibliotecaria y encuadernadora
- Betty Waldo Parish (1910–1986), grabadora y pintora
- Alethea Hill Platt (1860-1932), artista y educadora
- Emily Maria Scott (1832-1915), artista
- Martha Simkins (1866–1969), pintora
- Jeanie Oliver Davidson Smith (1836-1925), poeta y escritora romántica
- Ida Tarbell (1857-1944), escritora, periodista de investigación, biógrafa
- Adele Watson (1873-1947), pintora y litógrafa